# Дворкин, Илья Львович
Илья Львович Дворкин (13 августа 1937, Таганрог — 4 июня 1978, Сестрорецк) — русский, советский писатель, поэт, сценарист и прозаик, автор произведений для детей.

## Биография
Родился 13 августа 1937 года в Таганроге.
В детстве оставшись сиротой, воспитывался в семье деда, жил в Сухуми.
В 1961 году окончил Ленинградский институт инженеров железнодорожного транспорта, работал по специальности мастером, прорабом. С начала 1960-х годов начал публиковать свои произведения в печати. В 1964 году вышла его первая книга — сборник детских стихов.

## Интересные факты
Илья Дворкин был дружен с Сергеем Довлатовым, который упомянул его в своём сборнике «Соло на ундервуде».
В июне 2020 года издательство «Глобус» издало в серии «Библиотека приключений и научной фантастики»(Рамка БПНФ) объемный том (712 страниц) в котором собраны лучшие произведения Ильи Дворкина. В книге более 100 иллюстраций разных художников в разные годы иллюстрировавших произведения автора.
Книга в розничную продажу не поступала, но продолжает быть доступной на интернет ресурсах Alib.ru и Фантлаб.

## Список произведений
- Scarlet sail…or Return 1961, эта поэма была написана автором для одного из студенческих «капустников» 60-х годов и стилизированна под «пиратский» роман XVII века
- День начинается утром (1965); повесть, первая часть дилогии
- Голова античной богини (1976); повесть, вторая часть дилогии
- С парусом за спиной (1966); сборник рассказов
- Трава пахнет солнцем (1967); повесть
- Бурное лето Пашки Рукавишникова (1969)
- Одна долгая ночь (1970) роман
- Вокруг кувшина (1973) в соавторстве с Яковом Длуголенским; водевиль
- Взрыв (1976); роман
- Восемь часов полёта; повесть
- Взгляни на небо (издана посмертно в 1979); повесть
- Костер в сосновом бору (1978, издана посмертно в 1982); повесть
- рассказы, сценарии для радиопередач и телеспектаклей.

## Семья
Дмитрий Дворкин (1962—1994, сын Ильи Дворкина, закончил Педагогический институт имени Герцена по специальности «испанистика», вместе с женой Ларисой Новиковой переводил с испанского и французского) — автор фантастических повестей «Властелин Триаманта» и «Замерзший ад» из межавторского цикла «Ричард Блейд».